# Länsväg 129
De Zweedse weg 129 (Zweeds: Länsväg 129) is een provinciale weg in de provincies Jönköpings län en Kalmar län in Zweden en is circa 21 kilometer lang. De weg ligt in het zuiden van Zweden.

## Plaatsen langs de weg
- Hultsfred
- Silverdalen
- Mariannelund

## Knooppunten
- Riksväg 23/Riksväg 34 bij Hultsfred (begin)
- Riksväg 40 bij Mariannelund (einde)